# Françoise Mézières
Françoise Mézières (Hanoi, 15 giugno 1909 – Fontainebleau, 17 ottobre 1991) è stata una fisioterapista francese.
Ha sviluppato il concetto di "catena muscolare" e ha creato il "Metodo Mézières".

## Biografia
Espulsa dalla famiglia a 16 anni da un padre autoritario, si guadagna da vivere con piccoli lavori e in seguito intraprende gli studi di chinesiterapia Studia a Parigi all'École Française d'Orthopédie et de Massage, apprendendo le tecniche dell'epoca, in particolare la "ginnastica correttiva", fondata esclusivamente sul rafforzamento muscolare. Si diploma il giorno prima dell'evacuazione di Parigi per l'avanzata delle truppe tedesche.
Dopo la guerra viene chiamata a insegnare in questa stessa scuola. Nel 1947, proprio dopo la pubblicazione di un opuscolo, una specie di compendio della ginnastica medica dell'epoca, Françoise Mézières fa quella che chiama la sua «scoperta capitale», che la porta a mettere in discussione le tecniche del tempo, a sviluppare nuovi concetti e a creare il metodo che poi porterà il suo nome.
Nel 1949 pubblica Rivoluzione della ginnastica ortopedica, accolto freddamente dal mondo medico. Lascia allora la cattedra e apre un suo studio indipendente per continuare i suoi studi e la sua ricerca. Nel 1967 presenta il suo metodo al Centro omeopatico di Francia, ma è la pubblicazione nel 1976 di Guarire con l'antiginnastica di Thérèse Bertherat, in cui appaiono alcune pagine dedicate al suo metodo, a procurarle notorietà, anche all'estero, fino a ricevere la decorazione della Legion d'onore.

## Il metodo Mézières
Françoise Méziéres giunse all'elaborazione del concetto di "catena muscolare" attraverso l'osservazione di alcuni fenomeni che avvenivano nella scuola di Parigi: all'epoca infatti le problematiche della colonna vertebrale venivano trattate attraverso l'utilizzo di un corsetto correttivo. Lei stessa raccontava come l'intuizione le venne trattando una ragazza con una ipercifosi dorsale a cui applicarono un bustino che le raddrizzasse la parte toracica: eliminata quindi l'eccessiva curvatura della zona, osservò come alla ragazza aumentò istantaneamente la lordosi lombare; utilizzando quindi l'elevazione degli arti inferiori per annullare questa curvatura, vide che questa si trasferì a livello cervicale, generando un aumento della lordosi al collo.
Da questo concetto quindi formulò l'idea che "La lordosi è la responsabile di tutti i dismorfismi muscolo-scheletrici": infatti questo metodo comprende la messa in tensione della muscolatura della catena cinetica posteriore attraverso l'eliminazione delle curvature nel corpo ed il mantenimento di quest'azione durante la fase respiratoria. Un ruolo fondamentale viene svolto anche dal Diaframma il quale, per la sua inserzione a livello lombare, favorisce la lordosi lombare.

## Per quali patologie si usa il metodo Mézières
L'applicazione di questo approccio terapeutico trova un grandissimo riscontro nella fisioterapia moderna.
Infatti tutte le patologie muscolo-scheletriche non traumatiche, trovano un grande giovamento nella messa in tensione con la rieducazione posturale.
Molto spesso si associa il Metodo Mézières solamente al trattamento delle scoliosi oppure alle patologie del rachide. Invece anche tutte le condizioni che riguardano gli arti superiori ed inferiori possono beneficiare dell'allungamento globale e progressivo della terapia Mézières.
Questo avviene in quanto andando a modificare la lunghezza muscolare dei vari distretti, anche le altre articolazioni ritrovano una corretta funzionalità, sia che le disfunzioni che avevano creato problemi siano ascendenti o discendenti. 